# Collpa Centro
Collpa Centro ist eine Ortschaft im Departamento Cochabamba im südamerikanischen Andenstaat Bolivien.

## Lage im Nahraum
Collpa Centro liegt in der Provinz Quillacollo und ist der siebtgrößte Ort im Kanton Sipe Sipe im Municipio Sipe Sipe. Die Ortschaft liegt auf einer Höhe von 3733 m am Oberlauf des Río Viloma, der flussabwärts zum Río Rocha führt, Hauptquellfluss des bolivianischen Río Grande.

## Geographie
Collpa Centro liegt nordwestlich der Ebene von Cochabamba, am Nordostrand der Cordillera Mazo Cruz, neun Kilometer südwestlich des Gipfels des Cerro Tunari. Das Klima ist ein typisches Tageszeitenklima, bei dem die mittleren täglichen Temperaturschwankungen höher ausfallen als die jahreszeitlichen Schwankungen.
Die Jahresdurchschnittstemperatur der Region liegt bei etwa 6 °C (siehe Klimadiagramm Challa Grande) und schwankt nur unwesentlich zwischen 2 °C im Juni und Juli und gut 8 °C im November und Dezember. Der Jahresniederschlag beträgt etwa 650 mm, bei einer ausgeprägten Trockenzeit von Mai bis August mit Monatsniederschlägen unter 10 mm, und einer Feuchtezeit von Dezember bis Februar mit bis zu 155 mm Monatsniederschlag.

## Verkehrsnetz
Collpa Centro liegt in einer Entfernung von 51 Straßenkilometern westlich von Cochabamba, der Hauptstadt des Departamentos.
Von Cochabamba aus führt die asphaltierte Nationalstraße Ruta 4 in westlicher Richtung über die Stadt Quillacollo in Richtung Sipe Sipe. Fünf Kilometer westlich von Quillacollo zweigt  an der Puente Kora II die Ruta 25 nach Nordwesten ab und verlässt nach sechs Kilometern die Ebene von Cochabamba, um sich in zahlreichen Serpentinen bis auf mehr als 4300 Meter hinaufzuschrauben. 22 Kilometer nach Verlassen der Ebene zweigt auf einer Höhe von 4173 Metern eine Nebenstraße in südwestlicher Richtung von der Ruta 25 ab, überquert nach vier Kilometern den Río Viloma und erreicht nach einem weiteren Kilometer Collpa Centro.

## Bevölkerung
Die Einwohnerzahl der Ortschaft ist in dem Jahrzehnt zwischen den beiden letzten Volkszählungen um zwei Drittel angestiegen:
| Jahr | Einwohner         | Quelle       |
| ---- | ----------------- | ------------ |
| 1992 | keine Detaildaten | Volkszählung |
| 2001 | 329               | Volkszählung |
| 2012 | 548               | Volkszählung |
| 2024 |                   | Volkszählung |

Die Region weist einen hohen Anteil an Quechua-Bevölkerung auf, im Municipio Sipe Sipe sprechen 83,9 Prozent der Bevölkerung Quechua.